# Verka Serdiucika

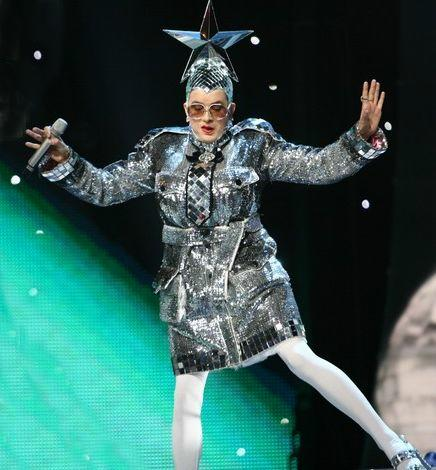
Verka Serdiucika la Eurovision 2007

Andrii Mihailovici Danilko (ucraineană Андрій Михайлович Данилко; n. 2 octombrie 1973), cunoscut ca Verka Serdiucika (ucraineană Вєрка Сердючка) este un cântăreț și actor comediant din Ucraina. El a reprezentat Ucraina la Concursul Muzical Eurovision 2007 cu melodia Dancing Lașa Tumbai. Cântărețul a fost acuzat că la selecția națională a Ucrainei pentru Eurovision 2007 în loc de Lașa Tumbai (care se presupune a fi o expresie în limba mongolă) a pronunțat Russia goodbye (ceea ce înseamnă La revedere Rusia). Tot odată acesta are o orientare sexuală puțin abstractă. Verka Serdiucika este foarte cunoscut în Ucraina, Rusia și în Belarus.